# Óscar Mariné
Óscar Mariné Brandi (Madrid, 1951) es un diseñador, ilustrador, experto tipógrafo y artista español. Es uno de los mayores comunicadores de la era posfranquista de España. Su obra, reconocida internacionalmente, incluye diseños icónicos para directores de cine como Pedro Almodóvar, Álex de la Iglesia y Julio Medem, músicos como Bruce Springsteen, Psychedelic Furs o Brian Eno, prensa (El País, C International Photo Magazine) y gran variedad de marcas (Absolut Vodka, Hugo Boss, Camper, Loewe, etc.)

## Biografía
Hijo del director de fotografía y restaurador fílmico Juan Mariné, estudió para operador de cámara.
Fundador del estudio de diseño gráfico OMB Design en 1983 en Madrid.
Mariné ha realizado docenas de trabajos de proyección nacional e internacional en campos tan diversos como la edición, la imagen corporativa, el cine y la música. Sus trabajos llevan el sello de un creador, uno que une contenido, contexto y variedad de técnicas para superar las barreras del diseño gráfico. Su concepto orgánico del diseño de un producto le hace un ejemplar vital de la comunicación contemporáneo.
En 1998 Tibor Kalman dijo del trabajo de Mariné: "Ya no es diseño gráfico. Es comunicación. Gráfico pertenece a 1995. Comunicación significa que el creador ha aceptado la responsabilidad de elaborar un sustancioso guiso (¿una paella?) contando con la nutrición. Buenos cocineros deben equilibrar la gama completa de efectos que se esperan de las comunicaciones con contenido, el contexto donde tiene lugar el mensaje, los media y la diversidad de técnicas".

### Primeros Tiempos -Madrid Me Matarevista (años 80)
La creatividad multidisciplinaria en el trabajo de Mariné era evidente desde el principio cuando fundó y fue director artístico de la celebrada revista contra-cultural Madrid Me Mata, donde fusionó contenido y forma para crear una publicación icónica durante los famosos años 80 de la Movida Madrileña.

### Como diseñador gráfico/comunicador (desde 1991)
En el área de marca (branding), sus proyectos para Camper, Loewe y Vega Scicilia son bien reconocidos en los círculos de diseño español. Logros internacionales incluyen la reconocida campaña de publicidad americana para Absolut Vodka Absolut Mariné para Seagram USA, sus trabajos para Swatch, Fábrica de Benetton y la japonesa Narizuka Corporation. También el desarrollo de la marca para el estudio de arquitectura de sir Norman Foster en Londres, Foster and Partners, donde su propuesta resonaba con la estética de los swinging 60’s londinenses.
Con un extenso portafolio en proyectos editoriales, y en el ámbito periodístico, en 2007 el periódico El País ha confiado a su estudio el diseño de sus ediciones de cabecera. El País Semanal ha recuperado su nombre original, Babelia ha sido totalmente transformado, Domingo provee periodismo a fondo para el fin de semana. También ha realizado labores de consultor para el diseño del diario.
Desde 2005 es responsable de la dirección artística del exquisito diseño de C Photo Internacional Magazine, probablemente la revista de arte fotográfico más prestigiosa del mundo, publicada por la editorial Ivory Press, Londres.
Algunos de los músicos que han requerido su participación en la creación de portadas de discos son Bruce Springsteen, Immaculate Fools, The Psychedelic Furs, Andrés Calamaro, Los Rodríguez, Brian Eno, Kevin Ayers, Siniestro Total, Michel Camilo y Tomatito, por nombrar unos pocos.
Sus proyectos para el cine incluyen carteles icónicos como el de Todo sobre mi madre, de Pedro Almodóvar, El día de la Bestia, de Álex de la Iglesia, o Tierra, de Julio Medem. Esta conexión con el séptimo arte se continúa en el diseño de la imagen de festivales como el Zinebi, cuyo cartel de 2001 le valió el Merit Award del New York Art Director's Club.
También ha diseñado la imagen oficial de los últimas dos ediciones (y las de todas sus diferentes secciones) del Festival Internacional de Cine de San Sebastián, que contrasta con el semblante austero y lorquiano de otro trabajo reciente, la escenografía de El huso de la memoria, último espectáculo de la artista flamenca Eva Yerbabuena.
Últimos proyectos incluyen la marca para el Matadero Madrid, el nuevo centro cultural de la ciudad. Esto es un lugar para la juventud, un sitio donde la búsqueda del arte y la creatividad se encuentran. La identidad de Mariné cubre todos las aplicaciones gráficas: señalización, publicaciones, publicidad, papelería, etc.
Otros trabajos incluyen: exposición "Los Trabajadores" de Sebastião Salgado para la Biblioteca Nacional, publicaciones para la Exposición Universal de Sevilla 1991, varios para el ICEX, catálogos de arte para el IVAM, campañas para la Junta de Comunidades de Castilla-La Mancha, gráfica de exposición para el Museo Nacional de Arte Reina Sofía, multitud de proyectos en los últimos 15 años para el Patronato de Turismo de Huelva, lanzamientos para RTVE, exposición para la ONU, y otros muchos proyectos para la SGAE, Caja Madrid, Banco Santander, 40 Principales, Los Aljibes, Paternina, La Ser, Canal+, Conde Naste, El Corte Inglés, Santiago Bernabéu, Hugo Boss, Pepsi, Tissot, Diseño Interior, Cambio 16, Marie Claire España, Amnestía Internacional...
En la exposición El Greco 1900 organizada por la Sociedad Estatal para la Acción Cultural Exterior (SEACEX) con las pinturas del fondo del Museo del Greco de Toledo, Mariné propone una visión integral de museografía, arquitectura, iluminación, gráfica y catálogo. La novedosa iluminación de los cuadros, y la instalación que nos permite entrar en el cuadro El entierro del Conde de Orgaz, ha sido definida por la crítica como una visión radiante y vanguardista, despojada de estereotipos trasnochados. Fue inaugurada en el Museo del Palacio de Bellas Artes de México DF en 2009, siguiendo su itinerancia durante 2010 en el Museo de Bellas Artes BOZAR de Bruselas.

### Como artista (desde 1991)
La obra pictórica de Mariné ha sido objeto de exposiciones individuales en Tokio, Nueva York, Milán, Venecia, Bolonia, Madrid o Ibiza, y formado parte de relevantes muestras colectivas. Dueño de una pincelada expresionista y cromática, algunas de sus imágenes son componente esencial de diversos proyectos de marca.

## Premios de diseño gráfico
- 2010 Premio Nacional de Diseño.[4] Ministerio de Ciencia e Innovación. Gobierno de España.
- 2002 Communication Arts Certificate of Excellence: Farewell Casanova
- 2001 The Art Directors Club 80th Annual Award: Zinebi (42)
- Merit Award 2000 AIGA. American Institute of Graphic Arts Certificate of Excellence: Todo sobre mi madre
- 1997/1998/2000 AEPD Asociación Española de Profesionales del Diseño
- 1996 Hispanic Creative Award: Summer Issue Cover
- 1995 Hispanic Creative Award for Excellence: Swatch, Huelva, DRO East West/Rumor - Warner Bros. Records

## Exposiciones individuales
- 2002 "Wanted" Galería Almirante, Madrid
- 2003 "Mariné: No Money No Honey" Galería Magenta 52, Milán
- 2005 "Mariné: Buenos Aires, Videos and Photography" PHotoEspaña 05, Casa de América, Madrid
- 2005 "Mariné: Buenos Aires, Videos and Photography" Museo de Bellas Artes, Bilbao
- 2006 "Days of Glory" ABA Art Contemporani, Palma de Mallorca
- 2007 "Latest Serie" (serigrafías)" Estampa 2007, Madrid
- 2008 Estampa 2008, Madrid
- 2017 Big Bang Marine[5]